# Typhlonesiotes
Typhlonesiotes is een geslacht van kevers uit de familie van de loopkevers (Carabidae). De wetenschappelijke naam van het geslacht is voor het eerst geldig gepubliceerd in 1937 door Jeannel.

## Soorten
Het geslacht Typhlonesiotes is monotypisch en omvat slechts de volgende soort:
- Typhlonesiotes swaluwenbergi Jeannel, 1937